# Jeremejevita
La jeremejevita es un mineral de la clase de los minerales boratos. Fue descubierta en 1883 en una mina de Nerchinsk, en el óblast de Chitá (Rusia), siendo nombrada en honor de Pavel V. Jeremejev, mineralogista, cristalógrafo e ingeniero ruso. Sinónimos muy poco usados son: eremeevita, jeremeievita, jéréméiéwita, jeremejeffita o jeremejevita.

## Características químicas
Químicamente es un monoborato anhidro conteniendo el halógeno flúor. Se conoce un análogo hidroxilado sintético.

## Hábito
Cristales prismáticos muy largos, con terminaciones redondeadas irregulares o, a veces, interdentadas con las caras del prisma modificadas por los planos de prismas vecinos.

## Formación y yacimientos
Se encuentra en escombros graníticos de tipo pegmatita, siendo un mineral raro formado en las últimas etapas hidrotermales de formación de dichas rocas pegmatitas.
Suele encontrarse asociado a otros minerales como: albita, turmalina, cuarzo, ortoclasa o yeso.
Los principales yacimientos se encuentran en Alemania y en Namibia.